# Mario Puzo
Mario Gianluigi Puzo (15 tháng 10 năm 1920 – 2 tháng 7 năm 1999) là một nhà văn, nhà biên kịch người Mỹ, được biết đến với những tiểu thuyết về Mafia, đặc biệt là Bố già (1969), mà sau này ông đồng chuyển thể thành một bộ phim cùng với Francis Ford Coppola. Ông đã giành được Giải Oscar cho kịch bản chuyển thể xuất sắc nhất vào giữa những năm 1972 và 1974. Dù là một nhà văn được cưng chiều của Hollywood nhưng ông vẫn luôn cảm thấy thất vọng về kinh đô điện ảnh của Mỹ.

## Tiểu sử
Puzo sinh ra trong một gia đình nghèo của người xứ Napoli nhập cư sống ở khu phố Hell's Kitchen của thành phố New York. Nhiều cuốn sách của ông viết nhiều đến khu vực này. Sau khi tốt nghiệp từ City College of New York, ông tham gia Không quân Hoa Kỳ trong Chiến tranh thế giới thứ 2. Do thị lực của ông kém, quân đội đã không để cho ông tham gia những nhiệm vụ chiến đấu, nhưng cho ông làm một nhân viên quan hệ công chúng đóng quân tại Đức. Vào năm 1950, truyện ngắn đầu tiên của ông "The Last Christmas" được xuất bản ở American Vanguard. Sau khi chiến tranh kết thúc, ông viết cuốn sách đầu tiên của mình, The Dark Arena, nó đã được xuất bản vào năm 1955.
Tại thời kỳ trong thập niên 1950 và đầu thập niên 1960, Puzo làm việc như một nhà văn/biên tập cho nhà xuất bản Martin Goodman của Magazine Management Company. Puzo, cùng với các nhà văn khác như Bruce Jay Friedman, làm việc cho công ty của tạp chí dành cho đàn ông, các bút danh trên báo giấy như Male, True Action, và Swank. Dưới bút danh Mario Cleri, Puzo đã viết về cuộc phiêu lưu trong chiến tranh thế giới thứ hai cho True Action.
Tác phẩm nổi tiếng nhất của Puzo, Bố già, được xuất bản lần đầu vào 1969 sau khi ông được nghe những giai thoại về những tổ chức Mafia trong thời gian ông làm việc với những tờ báo giấy. Sau đó ông nói trong một cuộc phỏng vấn với Larry King rằng động lực chính của ông là để kiếm tiền. Sau đó, ông đã viết hai cuốn sách mà đã nhận được đánh giá rất cao, nhưng tổng số tiền kiếm được không nhiều. Là một nhân viên chính phủ với năm đứa con, ông tìm kiếm để viết một cái gì đó có sức ảnh hưởng đến công chúng. Với việc có sách bán chạy trong tháng trên Danh sách sách bán chạy nhất The New York Times, Mario Puzo đã tìm thấy đối tượng mục tiêu của mình. Cuốn sách sau đó được phát triển thành phim Bố già đạo diễn bởi Francis Ford Coppola. Bộ phim nhận được 11 đề cử Giải Oscar, chiến thắng trong ba giải, bao gồm một giải Oscar cho Puzo cho Giải Oscar cho kịch bản chuyển thể xuất sắc nhất. Coppola và Puzo sau đó phối hợp với nhau để làm phần tiếp theo cho bộ phim gốc, Bố già phần II và Bố già phần III.
Puzo đã viết bản thảo đầu tiên của kịch bản cho bộ phim thảm họa năm 1974 Earthquake, nhưng ông không thể tiếp tục làm việc đó do cam kết của mình để thực hiện Bố già phần II. Puzo cũng đồng sáng tác với Superman: The Movie của Richard Donner và dự thảo ban đầu cho Superman II. Ông cũng hợp tác trên những câu chuyện cho bộ phim năm 1982 A Time to Die và năm bộ phim 1984 The Cotton Club của Francis Ford Coppola.
Puzo chưa bao giờ được thấy việc xuất bản cuốn sách cuối cùng của mình, Omertà, nhưng bản thảo của nó đã được hoàn tất trước khi ông qua đời, cũng như là bản thảo của The Family. Tuy nhiên, trong một đánh giá ban đầu được công bố trên San Francisco Chronicle, Jules Siegel, người đã làm việc gắn bó với Puzo tại Magazine Management Company, cho rằng Omertà có thể đã được hoàn thành bởi "some talentless hack." Siegel cũng thừa nhận sự cám dỗ để "hợp lý hoá việc tránh những gì có lẽ là phân tích chính xác -- rằng [Puzo] đã viết nó và nó là khủng khiếp."
Puzo đã mất vì suy tim vào 2 tháng 7 năm 1999 tại nhà ông ở Bay Shore, Long Island, New York. Gia đình ông hiện đang sống ở East Islip, New York.

## Nhận định về Hollywood
"Điều làm mê hoặc tôi ở Hollywood là người ta bịp bợm một cách hoàn toàn hợp pháp. Những bản hợp đồng hết sức khôn khéo. Những con người cực kỳ hấp dẫn, nhưng họ không có lấy một lời, một ý nghĩ danh dự nào...".

## Tác phẩm

### Những tiểu thuyết
- Đấu trường u ám (1955)
- Đất khách quê người (1965)
- The Runaway Summer of Davie Shaw (1966)
- Six Graves to Munich (1967), với bút danh Mario Cleri
- Bố già (1969)
- Những kẻ điên rồ phải chết (1978)
- Đất máu Sicili (1984) phần tiếp theo tới Bố già
- Đời Tổng thống K. thứ tư (1991)
- Ông Trùm Cuối Cùng (1996)
- Luật im lặng (2000) phần tiếp theo tới Bố già
- Gia đình Giáo hoàng (2002) (hoàn thành bởi Carol Gino)

### Chuyện về người thật việc thật
- The Godfather Papers and Other Confessions (1972)
- Inside Las Vegas (1977)

### Truyện ngắn
- "The Last Christmas" (1950)
- "John 'Red' Marston's Island of Delight" (1964)
- "Big Mike's Wild Young Sister-in-law" (1964)
- "The Six Million Killer Sharks That Terrorize Our Shores" (1966)
- "Trapped Girls in the Riviera's Flesh Casino" (1967)
- "The Unkillable Six" (1967)
- "Girls of Pleasure Penthouse" (1968)
- "Order Lucy For Tonight" (1968)
- "12 Barracks of Wild Blondes" (1968)
- "Charlie Reese's Amazing Escape from a Russian Death Camp" (1969)

### Màn ảnh
- Bố già (1972)
- Bố già phần II (1974)
- Earthquake (1974)
- Superman: The Movie (1978)
- Superman II (1980)
- Bố già phần III (1990)
- Christopher Columbus: The Discovery (1992)